# Lijst van hogeronderwijsinstellingen in Noorwegen
Hieronder een lijst van de hogeronderwijsinstellingen in Noorwegen. De instellingen zijn verdeeld in universiteiten en hogescholen. Binnen die groepen staan (stonden) ze op alfabetische volgorde op plaatsnaam.

## Universiteiten
- Milieu- en Biowetenschappelijke Universiteit van Noorwegen, NMBU (Ås)
- Universiteit van Bergen (Bergen)
- Universiteit van Oslo (Oslo)
- Universiteit van Stavanger (Stavanger)
- Universiteit van Tromsø (Tromsø, Hammerfest en Alta)[1]
- Technisch-natuurwetenschappelijke Universiteit van Noorwegen, NTNU (Trondheim, Gjøvik en Ålesund)[2]
- Universiteit van Agder (Kristiansand en Grimstad)[3]
- Universiteit van Nordland (Bodø) nu een deel van Nord Universiteit[4]

### Universiteitscentrum
- University Centre in Svalbard (Longyearbyen, Spitsbergen)[5]

## Hogescholen
- Hogeschool Ålesund (Ålesund), nu "NTNU i Ålesund"
- Hogeschool Finnmark (Alta), nu deel van Universiteit van Tromsø
- Hogeschool Hedmark (Åmot)
- Noorse Handelshogeschool (Bergen)
- Kunsthogeschool Bergen (Bergen)
- Hogeschool Bergen (Bergen)
- Hogeschool Bodø (Bodø), nu Universiteit van Nordland
- Politiehogeschool (Bodø)
- Hogeschool Telemark (Bø)
- Hogeschool Buskerud (Drammen)
- Hogeschool Hedmark (Elverum)
- Hogeschool Sogn og Fjordane (Førde)
- Hogeschool Østfold (Fredrikstad)
- Hogeschool Gjøvik (Gjøvik), nu "NTNU i Gjøvik"
- Hogeschool Hedmark (Hamar)
- Hogeschool Finnmark (Hammerfest)
- Hogeschool Harstad (Harstad)
- Hogeschool Stord/Haugesund (Haugesund)
- Hogeschool Buskerud (Hønefoss)
- Hogeschool Vestfold (Horten)
- Hogeschool Buskerud (Kongsberg)
- Hogeschool Nord-Trøndelag (Levanger)
- Hogeschool Lillehammer (Lillehammer)
- Hogeschool Molde (Molde)
- Hogeschool Nord-Trøndelag (Namsos)
- Hogeschool Narvik (Narvik)
- Hogeschool Nesna (Nesna)
- Hogeschool Telemark (Notodden)
- Hogeschool Oslo en Akershus (Oslo, Sandvika en Kjeller)
- Architectuur- en Designhogeschool Oslo (Oslo)
- Kunsthogeschool Oslo (Oslo)
- Noorse Muziekhogeschool (Oslo)
- Noorse Sporthogeschool (Oslo)
- Politiehogeschool (Oslo)
- Noorse Diergeneeskundehogeschool, NVH (Oslo) nu deel van NMBU[6]
- Hogeschool Telemark (Porsgrunn)
- Hogeschool Telemark (Rauland)
- Hogeschool Sogn og Fjordane (Sogndal)
- Hogeschool Nord-Trøndelag (Steinkjer)
- Hogeschool Stord/Haugesund (Stord)
- Hogeschool Hedmark (Stor-Elvdal)
- Hogeschool Nord-Trøndelag (Stjørdal)
- Hogeschool Vestfold (Tønsberg)
- Noorse Visserijhogeschool (Tromsø)
- Hogeschool Tromsø (Tromsø), nu deel van Universiteit van Tromsø
- Hogeschool Sør-Trøndelag (Trondheim), nu deel van NTNU
- Hogeschool Volda (Volda)